# Autoroute A 43
Die französische Autoroute A 43 ist eine Autobahn in Ostfrankreich, die Lyon über Saint-Jean-de-Maurienne und Modane durch den Fréjus-Straßentunnel mit Italien verbindet. Sie wird von AREA und SFTRF verwaltet. Sie wird auch als Autoroute alpine bzw. als Autoroute de la Maurienne bezeichnet.

## Eigenschaften
- zumeist vierspurig (2 × 2 Spuren), stellenweise bis zu acht Spuren (2 × 4 Spuren)
- Länge: 187 Kilometer, ohne Gleichverlauf mit anderen Autobahnen
- eröffnet 1973, fertiggestellt 2004
- setzt mit Ausfahrt 12a in Chambéry aus und wird dort zur N 201, beginnt danach aber wieder mit Ausfahrt 20

## Geschichte
- 1973: Eröffnung des Teilstückes Lyon - Bourgoin-Jallieu
- 1974: Eröffnung des Teilstückes Bourgoin-Jallieu - Chambéry
- 1990: Verbreiterung der Straße auf 2x3 Spuren zwischen Saint-Quentin-Fallavier und der Verbindung zur A 48
- 1991: Eröffnung des L'Epine-Tunnels
- 1991: Eröffnung des Teilstückes Montmélian - Aiton
- 1996: Eröffnung des Teilstückes Aiton - Saint-Jean-de-Maurienne
- 1998: Eröffnung des Teilstückes Saint-Jean-de-Maurienne - Saint-Michel-de-Maurienne
- 2000: Eröffnung des Teilstückes Saint-Michel-de-Maurienne - Freney und Aufnahme der N 566 kurz vor dem Fréjus-Straßentunnel
- 2002: Fertigstellung der Ausfahrt 11
- 2004: Fertigstellung der Ausfahrt 20

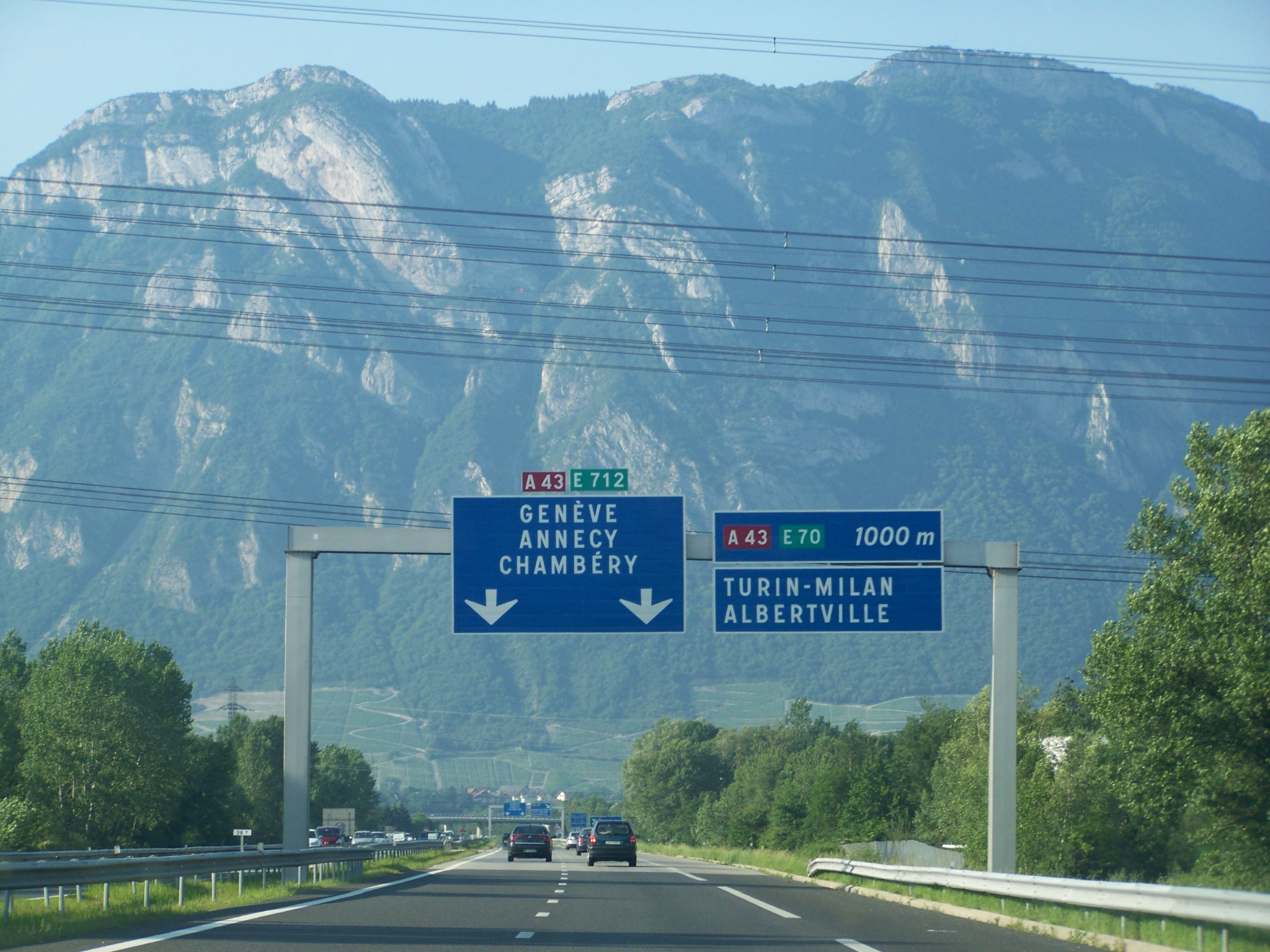
Autoroute A 41, die auf die Autoroute A 43 trifft, in der Nähe von Chambéry